# Élodie Clouvel
Élodie Clouvel, född den 14 januari 1989 i Saint-Priest-en-Jarez i Loire, är en fransk modern femkampare.
Hon tog OS-silver i modern femkamp i samband med de olympiska tävlingarna i modern femkamp 2016 i Rio de Janeiro. Vid olympiska sommarspelen 2020 i Tokyo slutade Clouvel på sjätte plats i modern femkamp.
Clouvel tog en silvermedalj vid de olympiska tävlingarna i modern femkamp 2024 i Paris.